# 410 Хлоріда
410 Хлоріда (410 Chloris) — астероїд головного поясу, відкритий 7 січня 1896 року Огюстом Шарлуа у Ніцці.